# Eleanor Saville
Eleanor Saville (Belvedere (California), Estados Unidos, 12 de julio de 1909-9 de septiembre de 1998), también llamada Eleanor Garatti-Savukke, fue una nadadora estadounidense especializada en pruebas de estilo libre, donde consiguió ser campeona olímpica en 1932 en los 4 x 100 metros.

## Carrera deportiva
En las Olimpiadas de Ámsterdam 1928 ganó el oro en los relevos de 4 x 100 metros estilo libre, y la plata en los 100 metros estilo libre. Cuatro años después, en los Juegos Olímpicos de Los Ángeles 1932 ganó la medalla de oro de nuevo en los relevos de 4 x 100 metros libre —por delante de Países Bajos y Reino Unido, y el bronce en los 100 metros libre, tras su compatriota Helene Madison y la neerlandesa Willy den Ouden.